# Distrito de Al-Qurna
El distrito de Al-Qurna es un distrito de la gobernación de Basora, Irak. Su sede es la ciudad de Al-Qurna. Se encuentra a 30 ° 53′7″N 47°17′27″E. El Campo Qurna Oeste está ubicado en el distrito.
- Datos: Q4703107